# Farmington, Missouri
Farmington är administrativ huvudort i Saint Francois County i Missouri. En av ortens sevärdheter är countyts gamla fängelsebyggnad från år 1871.

## Kända personer från Farmington
- Jake Arrieta, basebollspelare